# یژی یانوویچ
یژی یانوویچ (به لهستانی: Jerzy Filip Janowicz) (زاده ۱۳ نوامبر ۱۹۹۰ - ووج) تنیس‌باز اهل کشور لهستان است.
یانوویچ در مسابقات بین‌المللی مهمی شرکت کرده است که می‌توان به صعود وی به مرحله سوم مسابقات تنیس آزاد استرالیا و مسابقات تنیس آزاد ویمبلدون اشاره کرد، بهترین رتبه وی در رتبه‌بندی جهانی تنیس ۲۳ (۲۰ مه ۲۰۱۳) بوده است.